# Campolattaro
Campolattaro (Cambulattàrë nel dialetto locale) è un comune italiano di 968 abitanti della provincia di Benevento in Campania.

## Geografia fisica
Situato a nord del monte Sauco (572 m), a lato del fiume Tammaro, ha un'altitudine fra i 322 ed i 572 m sul livello del mare, con un'escursione altimetrica pari a 250 m.
In una parte del territorio comunale è stato ricavato un invaso denominato "diga di Campolattaro". L'accumulo massimo annuale di acqua, previsto dal progetto, è di 109000000 m³.

## Storia
Campolattaro è citato per la prima volta in due documenti del XII secolo: nel Chronicon Beneventanum del notaio Falcone Beneventano  viene chiamato  "Campugattari", mentre nel Catalogus Baronum è citato con il nome di "Campugactarum": in quest'ultimo risulta in possesso di Goffredo, figlio di Pagano Montefuscoli, barone della Contea di Buonalbergo, ed è tassato per un milite.
Il nome del comune potrebbe quindi derivare da "campus", e da Gactarius (Gattario), nome proprio franco (radice altotedesca 'gat' = strada, sentiero) diffuso nell'Italia centro-settentrionale fino al Ducato di Spoleto; il borgo [che in origine verosimilmente si trovava in posizione diversa dall'attuale, che mal si addice al termine tardolatino campus] potrebbe essere stato così battezzato dal nome di un personaggio di rango, all'epoca della conquista del Ducato di Benevento da parte di Guido IV di Spoleto.
La denominazione Campogattaro avrebbe accompagnato, secondo il Meomartini, anche tutte le Numerazioni ufficiali dei Fuochi (perdute durante la seconda guerra mondiale).
Dal suddetto Chronicon apprendiamo che nel 1138 Campolattaro, come i paesi circumvicini, venne saccheggiato e dato alle fiamme da Ruggero II di Sicilia perché era fra i borghi che si erano schierati con Rainulfo di Alife.
Nelle Pergamene di S. Modesto di Benevento si rinvengono tre notizie relative al paese:
nel 1172, l'Abate Beraldo, concede in locazione a vita, a Rinaldo Scifaporro, la chiesa di S. Bartolomeo di Campolactaro.
Nel 1177, lo stesso Abate cede a fra' Pietro, preposito della magione annessa alla chiesa di S. Angelo di Campogattaro, soggetta all'ospedale Gerosolimitano, un terreno vacuo appartenente a S. Bartolomeo, e ne riceve in cambio una vigna.
Nel 1284 l'Abate Iechonia loca a vita le chiese di S. Maria e S. Bartolomeo al chierico Giovanni, figlio minorenne di Nicola de Adenulfo de Cappolattario, per il censo annuo di un'oncia di cera e sei tomoli di grano.
Secondo l'Aldimari (Napoli, 1691), nel 1291 il feudo è concesso al nobile normanno Pascale (di) Palma, in quanto Mariella, figlia di Tommaso, signore di Campolattaro e Monterone, di non specificato casato, muore senza figli.
Con privilegio dato a Capua il 16 novembre 1445, Alfonso V° d'Aragona e I° di Napoli concede a Luigi di Capua, milite e consigliere regio, il mero e misto imperio sulle terre e i castelli di Morcone, Campolattaro, San Giovanni Rotondo e Fragneto.
Nel 1473 il condottiero Matteo di Capua ne fa dono al nipote Fabrizio I°.
Nel 1589 Giovambattista di Capua I° è elevato da Filippo II° di Spagna al rango di marchese di Campolattaro.
La famiglia Di Capua tenne il feudo sino al XVII secolo quando esso fu venduto a Michele Blanch, marchese di San Giovanni, per 8.000 ducati.
A metà dell'Ottocento Giuseppa Blanch sposa Carlo Capomazza, portando in quella famiglia il titolo marchionale.
Nel 1813 i Blanch cedettero le proprietà che possedevano a Giovanni de Agostini, i cui discendenti sono ancora proprietari di buona parte del castello. Nel 1673, prima della vendita del paese ai Blanch, venne redatta una dettagliata relazione ad opera di Lorenzo Ruggiano, regio tavolario, affinché quantificasse il valore della proprietà. Da questa interessante relazione, chiamata "apprezzo", è stato ricavato un interessante studio nel 2005.
Il paese fu molto colpito dalla peste del 1656, dalla carestia del 1764 e dal colera del 1837.
Nell'Ottocento Campolattaro godette di un'improvvisa notorietà a livello degli studiosi europei di storia e filologia Romana, per il ritrovamento della "Tabula alimentaria" dei Liguri Bebiani.
Questa importante testimonianza dell'epoca traianea fu scoperta da un avvocato, studioso e uomo politico di Campolattaro, Giosuè de Agostini, in un suo podere a Macchia di Circello nel 1832, ed è ora conservata presso il museo nazionale romano alle Terme di Diocleziano.
Da un punto di vista amministrativo Campolattaro ha fatto parte per secoli della provincia di Principato Ultra, e nel quadriennio 1743-46 il suo territorio fu soggetto alla competenza territoriale del regio consolato di commercio di Ariano. Dal 1861 fa parte della provincia di Benevento.
Negli anni della seconda guerra mondiale, tra il 1940 e il 1943, Campolattaro fu uno dei comuni della Campania destinati dalle autorità fasciste ad accogliere profughi ebrei in internamento civile. Gli internati furono liberati con l'arrivo dell'esercito alleato nel settembre 1943.

## Monumenti e luoghi d'interesse

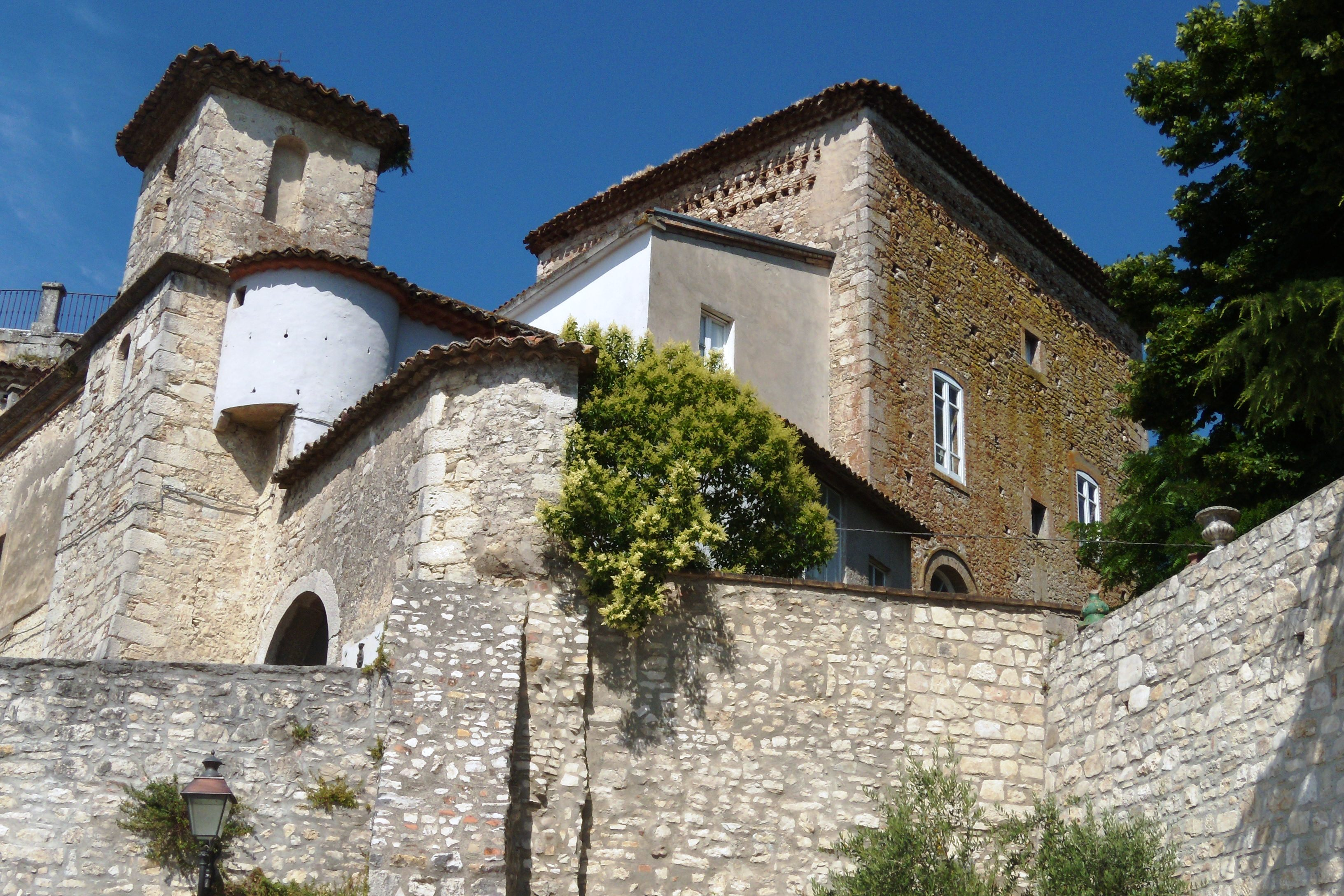
Particolare del Castello medievale.

### Castello
Il castello di Campolattaro venne iniziato nel XIII secolo attorno ad un poderoso torrione costruito dai Normanni, probabilmente tra l'XI e il XII secolo. Sotto gli Aragonesi l'edificio fu forse dotato di torri circolari e di cortine merlate ma con il passare dei secoli perdette la sua funzione originaria di difesa, diventando residenza di villeggiatura dei feudatari.
L'architettura è a pianta rettangolare e si sviluppa attorno ad un ampio cortile centrale dove si affacciano, ai due lati, il vero e proprio castello e la cappella palatina. Quest'ultima risale al XVI secolo ma venne riconsacrata nel 1717 dal cardinale Vincenzo Maria Orsini (futuro papa Benedetto XIII). Al suo interno sono conservate diverse sculture lignee.
Di notevole interesse è il "trappeto", frantoio oleario risalente al XVII secolo, precedentemente adibito a stalla (ancora visibili le mangiatoie per i cavalli), la sala dei ricevimenti e la torre normanna.
Il castello, di proprietà privata, è visitabile su prenotazione.

### Architetture religiose
- Cappella di Maria Santissima del Canale, la chiesa più antica del paese;
- Chiesa di San Sebastiano;
- Chiesa del Santissimo Salvatore detta anche "Chiesa Madre"

### Aree naturali
- Oasi Lago di Campolattaro

## Società

### Evoluzione demografica
Abitanti censiti

## Cultura
A Campolattaro ha sede il Centro Culturale per lo Studio della Civiltà Contadina del Sannio, dotato di una ricca biblioteca specializzata in testi di storia locale.

## Economia
Ha una superficie agricola utilizzata in ettari (ha) di 671,38 (dato aggiornato all'anno 2000) (Camera di Commercio di Benevento, dati e cifre, maggio 2007).

## Infrastrutture e trasporti

### Strade
Il comune è interessato dalla strada statale 87 Sannitica e dalle strade provinciali 100 (ex strada statale 625 della Valle del Tammaro), 101 e 102.

### Ferrovie
Il comune è servito dalla stazione di Campolattaro, sulla ferrovia Benevento-Campobasso, attiva per fini turistici.

## Amministrazione

### Altre informazioni amministrative
| Periodo          | Primo Cittadino            | Partito                               | Carica  | Note |
| ---------------- | -------------------------- | ------------------------------------- | ------- | ---- |
| 1994 - 1998      | Maurizio Goffredo Lombardi | Forza Italia                          | Sindaco |      |
| 1998 - 2007      | Giovanni Morelli           | Lista civica                          | Sindaco |      |
| 2007 - 2012      | Pasquale Narciso           | Lista Civica Rinascita Campolattarese | Sindaco |      |
| 2012 - 2017      | Pasquale Narciso           | Lista Civica Rinascita Campolattarese | Sindaco |      |
| 2017 - 2022      | Pasquale Narciso           | Lista Civica Rinascita Campolattarese | Sindaco |      |
| 2022 - in carica | Simone Paglia              | Lista Civica Le Radici. Il Futuro     | Sindaco |      |

Fa parte della:
- Comunità Montana Zona Alto Tammaro
- Regione Agraria n. 4 Colline del Calore Irpino inferiore